# Skarżyce
Skarżyce, - fue una aldea (pueblo) independiente hasta el año 1977, luego de ser adjunta a la ciudad de Zawiercie.

## Historia

### Pre Historia

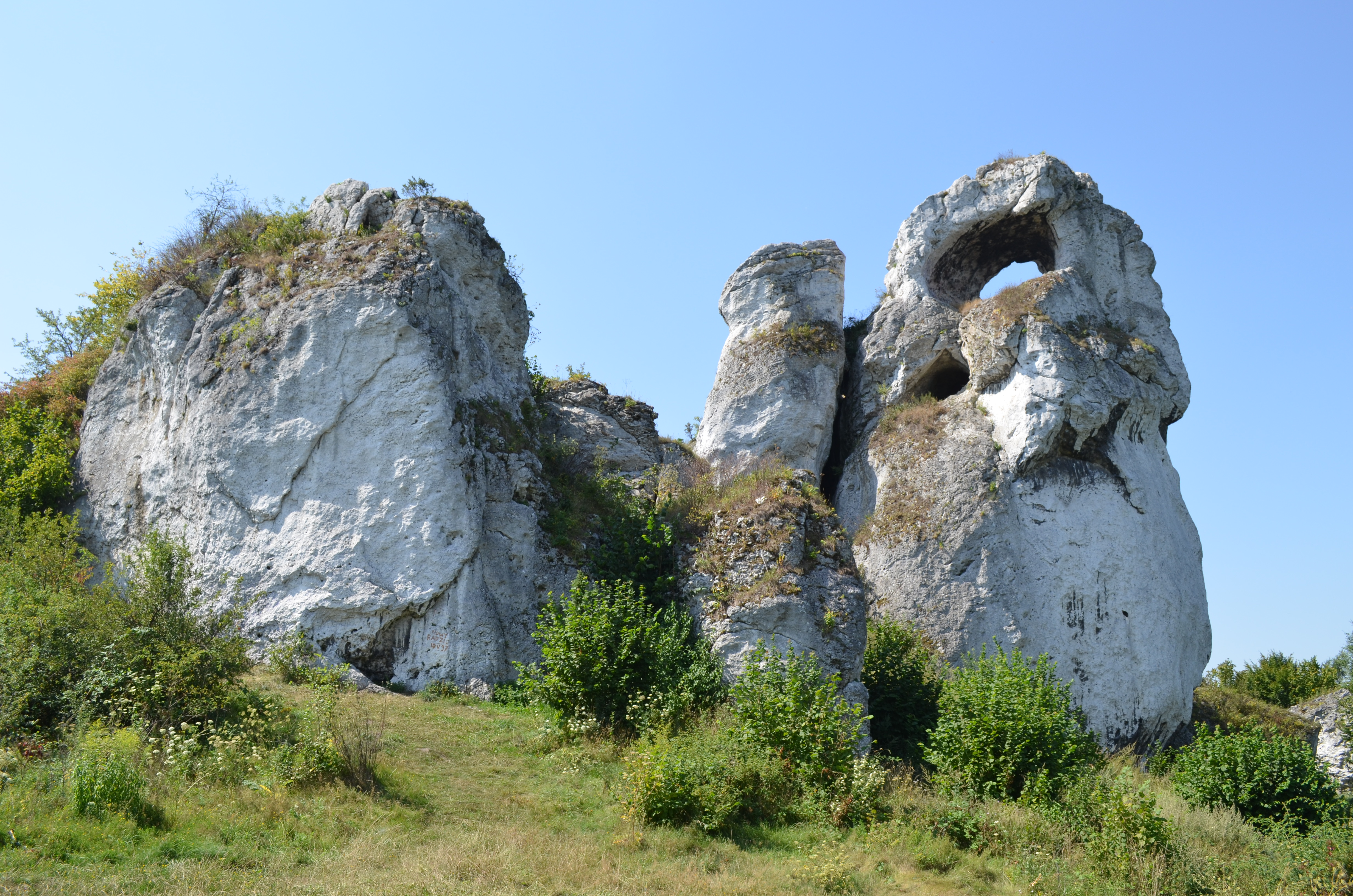
Okiennik Wielki

Los primeros habitantes que llegan a Silesia datan del tiempo interglaciar Würm perteneciendo a la cultura Micoquien-Prądnik. En el sur de Skarżyce se ha encontrado un asentamiento Paleolítico donde existen varias Cuevas ubicadas en enormes rocas calizas. La Roca más conocida es la llamada “Gran ventanal”, el nombre lo debe a tener una característica de una torre con una cueva en la parte superior. El ventanal, que pertenece a de un sistema de cuevas prehistóricas, tiene 5 m de diámetro y 7 m de longitud. Por debajo de la ventana hay una de las dos entradas a la cueva.
Este asentamiento ha sido habitado por más de 50.000 años por los Hombres Neandertal, y a partir de 40.000 A.P. fue poblado por los primitivos Homo sapiens, migrando desde la India. En la época más fría de la última glaciación, entre 20.000-15.000 A.P. las tierras polacas no eran habitadas.

### Historia
Los registros más antiguos de la localidad vienen del año 1105, cuando el Papa Calixto II durante el gobierno del príncipe Boleslao III el Bocatorcida confirma el registro de propiedad a los Benedictas del monasterio de Tyniec. De esta manera, se creó el camino principal que une Cracovia y Czestochowa.
En el año 1220, En un documento emitido por el obispo de la ciudad de Cracovia, Iwo Odrowąż, la aldea se transmite como un monasterio de canónigos regulares en Mstów.
La primera conocida edificación e piedra es el castillo medieval "Bąkowiec" el que data del siglo XIV. Los inicios del castillo fueron construidos por caballeros de la Orden Nidos Aguileras.

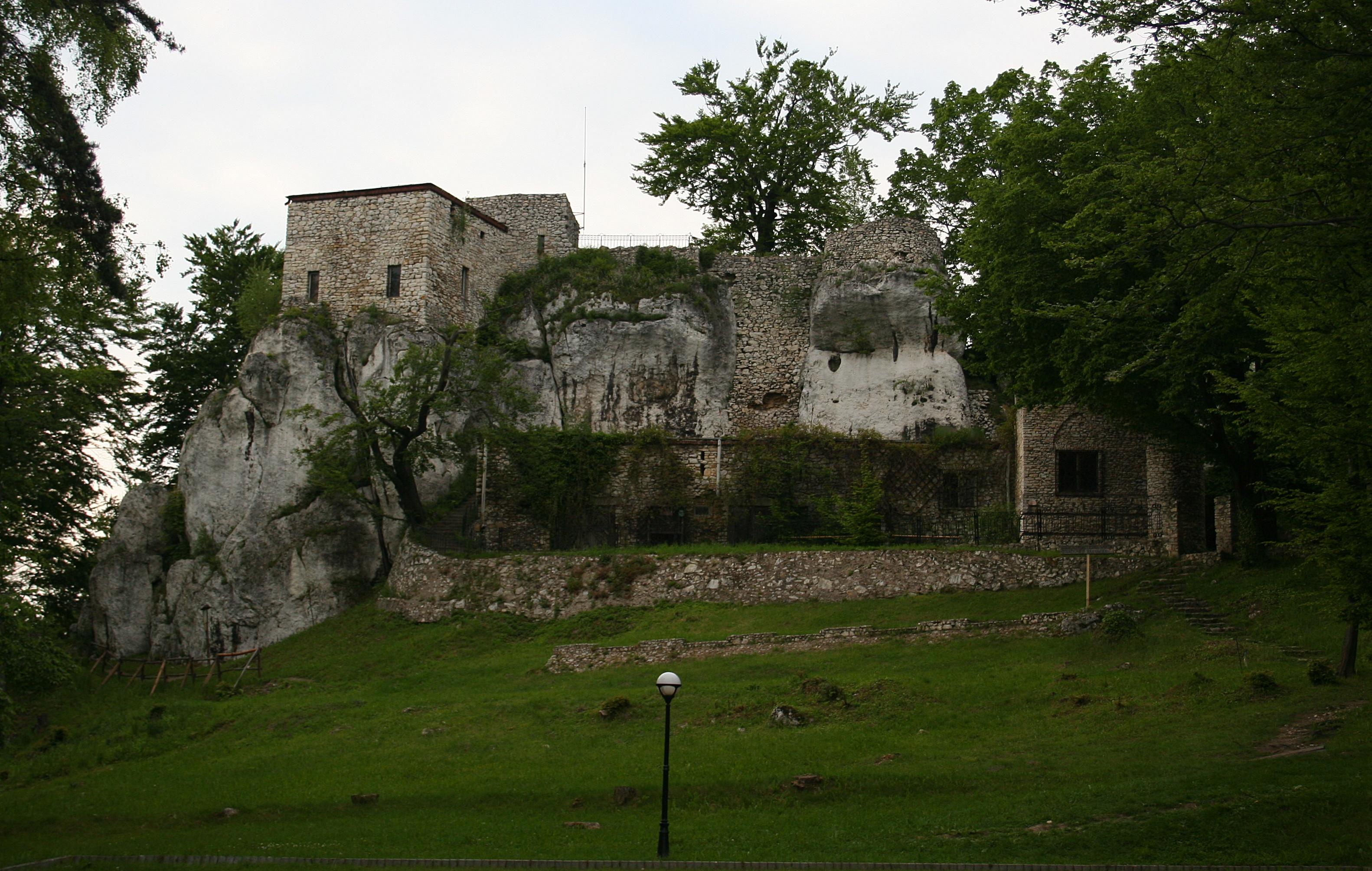
Castillo Bąkowiec

 Los primeros orígenes del castillo no están documentados. Tal vez las primeras fortificaciones fueron de madera construidas en el siglo XII. Los primeros dueños mencionados, los Toporczykow adoptaron el apellido a Morski, derivado del nombre del lugar Morsko. El castillo fue invadido por caballeros Brandenburgos pero el rey Władysław Łokietek los desterró y entregó la llave del castillo al monasterio de Mstów en 1327. También vivó en el castillo el príncipe Władysław Opolczyk a finales del siglo XIV. Él fue por un corto tiempo el regidor de esta área.
Existe un documento del castillo Bąkowiec en cual su heredero Mikołaj Strzale fue mencionado en el año 1390. Desde 1392 el dueño del castillo fue el Conde Pedro de Marcinowice con escudo de la casa Lis. El no tuvo hijos y en los años 1413-34 la llave del castillo pasa a Juan de Sieciechowice. 
En 1435 el castillo junto con las tierras asociadas, incluyendo Skarżyce, pasa en manos del Castellán Krystyn de Koziegłów, y sus descendientes. 
Se menciona en un documento de 1531 que en ese momento su dueño era Piotr Zborowski. En el año 1583 fue fundada la iglesia de Skarżyce, la Iglesia de la Santa Trinidad, por Nicolas Brzeski.
Skarżyce continuaron ser regidas por la familia Brzeski y luego seguido por la familia Giebułtowskich. El castillo quedó destruido en la guerra polaco-sueca el Diluvio en el siglo XVII. 
Desde el siglo XVII hasta el siglo XIX, el pueblo y las ruinas del antiguo castillo eran propiedad de la familia Heppenów.
En 1782, Skarżyce pertenecía al monasterio de Lgota Murowane junto con los sectores de Dupice, Morsko y Żerkowice. Conforme el censo parroquial del año 1787, Skarżyce tenía 141 habitantes, en 65 viviendas, una mansión, dos tabernas, dos casonas de dos aposentos y 38 casas de un ambiente, 17 fincas con terreno agro-cultivo, 4 cabañas simples, y un artesano.
En la actualidad es un sector de la municipalidad de Zawiercie.